# Чемпионат мира по шорт-треку среди команд 1999
Чемпионат мира по шорт-треку среди команд 1999 года проходил 6 — 7 марта в Сент-Луисе (штат Миссури, США).

## Система состязаний
Для участия в чемпионате автоматически квалифицировались первые восемь стран по итогам кубка мира. По 4 конькобежца от каждой страны участвовало в гонках на 500 м и на 1000 м, по 2 конькобежца — в гонке на 3000 м, плюс проходило первенство в эстафете (на 3000 м для женщин, на 5000 м — для мужчин).

## Участники чемпионата

### Мужчины
| Место | Участники        | Очки |
| ----- | ---------------- | ---- |
| 1     | Китай            | 49   |
| 2     | Канада           | 42   |
| 3     | Япония           | 37   |
| 4     | США              | 31   |
| 5     | Республика Корея | 25   |
| 6     | Италия           | 22   |

### Женщины
| Место | Участники        | Очки |
| ----- | ---------------- | ---- |
| 1     | Китай            | 65   |
| 2     | Канада           | 35   |
| 3     | Республика Корея | 34   |
| 4     | США              | 33   |
| 5     | Италия           | 21   |
| 6     | Япония           | 20   |

## Призёры чемпионата

### Мужчины
| Дисциплина | Золото                                             | Серебро                                                                                       | Бронза                                                                                    |
| ---------- | -------------------------------------------------- | --------------------------------------------------------------------------------------------- | ----------------------------------------------------------------------------------------- |
| Команды    | Китай · Фэн Кай · Ань Юйлун · Ли Цзяцзюнь · Юань Е | Канада · Эрик Бедар · Деррик Кэмпбелл · Джонатан Гильметт · Франсуа-Луи Трамбле · Эндрю Куинн | Япония · Сатору Тэрао · Такафуми Ниситани · Такэхиро Кодэра · Хаято Суёси · Хитоси Уэмацу |

### Женщины
| Дисциплина | Золото                                                                | Серебро                                                                            | Бронза                                                                             |
| ---------- | --------------------------------------------------------------------- | ---------------------------------------------------------------------------------- | ---------------------------------------------------------------------------------- |
| Команды    | Китай · Ян Ян (A) · Ян Ян (S) · Ван Чуньлу · Сунь Даньдань · Лю Сяоин | Канада · Изабель Шаре · Энни Перро · Кристин Будриас · Таня Висент · Мари-Ив Дроле | Республика Корея · Чхве Мин Гён · Ан Сан Ми · Ким Юн Ми · Ким Мун Джун · Ким Ян Хи |